# Chiều tím (bài hát)
"Chiều tím" là một ca khúc của nhạc sĩ Đan Thọ, thi sĩ Đinh Hùng viết lời.

## Xuất xứ
"Chiều tím" được nhạc sĩ Đan Thọ sáng tác vào năm 1956, phần lời do thi sĩ Đinh Hùng viết. Theo nhà văn Nguyễn Đình Toàn, Đan Thọ đã đến một quán cà phê trên đường Đường Tự Do để đưa một bản nhạc vừa viết xong cho hai nhà văn Đinh Hùng và Thanh Nam xem thử. Sau khi xem xong, Đinh Hùng đã viết lời và được nhà văn Thanh Nam đề nghị đặt tên bài hát là "Chiều tím".

## Ca sĩ thể hiện
"Chiều tím" được danh ca Anh Ngọc thể hiện lần đầu tiên đài phát thanh. Bài hát cũng được một số ca sĩ thể hiện như Lệ Thu, Khánh Ly, Hồng Nhung, Khánh Hà, Ý Lan, Tuấn Ngọc.